# Плохой Санта 2
«Плохо́й Са́нта 2» (англ. Bad Santa 2) — американская рождественская чёрная комедия 2016 года режиссёра Марка Уотерса. Продолжение фильма 2003 года «Плохой Санта».

## Сюжет
С момента событий первого фильма прошло 13 лет. Уилли всё также пребывает в депрессии и страдает от алкогольной зависимости. У него никого нет, он живёт один. Уилли решает покончить с собой, когда неожиданно в этот момент к нему заходит Тёрман Мёрман, который приносит некую посылку. Тёрман устроился работать в магазин сэндвичей и именно сегодня ему исполняется 21 год. Отец бросил его, а бабушка, которая «присматривала» за ним, умерла 2 года назад. Тёрман по-прежнему тепло относится к Уилли и считает того своей семьёй.
Уилли заглядывает в посылку, которую принёс Тёрман, и обнаруживает там деньги. Вскоре он узнаёт, что эта посылка от Маркуса, его бывшего сообщника, который в прошлом хотел его убить. Сейчас Маркус вышел из тюрьмы и предлагает Уилли пойти на новое выгодное дело. Уилли нехотя соглашается на это новое дело, ведь, по словам Маркуса, оно сулит им миллионы. Уилли и Маркус отправляются в Чикаго.
По прибытии в большой город Уилли с раздражением узнаёт, что грабить придётся благотворительный фонд. Далее, с ещё большим раздражением, он узнаёт, что их третий сообщник — его собственная мать. У него с ней не очень хорошие отношения, она была плохой матерью и вообще проституткой. Сейчас же она работает в этом благотворительном фонде, куда устраиваются и Уилли с Маркусом, где им выдают форму Санта-Клауса и эльфа. Уилли тайно заключает сделку с Маркусом, чтобы, когда всё закончится, поделить деньги на двоих и «кинуть» мать. Мама же тайно пытается заключить сделку с Уилли, чтобы в конце «кинуть» карлика. У банды есть 5 дней на то, чтобы подготовиться к ограблению, которое должно произойти в вечер рождественского детского представления. Сам благотворительный фонд принадлежит Регенту и Диане, семейной паре. При этом их семейная жизнь не ладится. Регент изменяет жене с секретаршей. В это же время Уилли начинает засматриваться на Диану.
Тёрману становится скучно дома, и он решает устроить Уилли сюрприз, приехав к нему в Чикаго. В городе он начинает путаться у бандитов под ногами, и Уилли определяет его в ночлежку благотворительного фонда. Тёрман посещает репетицию рождественского детского утренника, и его принимают участвовать в представлении. Ограбление же сейфа проходит по плану, только в самом конце мама объявляет, что все деньги забирает себе. Ей удаётся ранить карлика, прежде чем приезжает полиция. Скрывшись на фургоне, она смешивается с толпой других Санта Клаусов на фестивале Санта Клаусов. Уилли всё же находит её и случайно рассыпает награбленные деньги. Маме удаётся ранить сына из пистолета, а затем она случайно попадает и в Тёрмана. Мама отправляется в тюрьму, а все остальные — в больницу.

## В ролях
- Билли Боб Торнтон — Уилли
- Кэти Бэйтс — мама Уилли
- Тони Кокс — Маркус
- Кристина Хендрикс — Диана
- Бретт Келли — Тёрман Мёрман
- Райан Хэнсен — Регент
- Дженни Зигрино — Джина
- Джефф Скоурон — Дорфман
- Октавия Спенсер — проститутка
- Майк Старр — весёлый Санта

## Производство
В 2009 году Билли Боб Торнтон впервые упомянул о продолжении фильма 2003 года «Плохой Санта», которое должно будет выйти на Рождество 2011 года. 16 декабря 2010 года было объявлено, что Miramax и The Weinstein Company подписали соглашение о съёмках различных сиквелов, в том числе и для «Плохого Санты». 18 марта 2011 года сайт TheWrap сообщил, что Вайнштейн подтвердил продолжение и что идут переговоры с Торнтоном, о его возвращении на главную роль. 14 июля 2011 года в Los Angeles Times подтвердили, что Dimension Films наняли двух сценаристов для работы над продолжением Джонни Розенталя и Джона Филлипса. Было запланировано начать съёмки осенью 2012 года и выпустить фильм в декабре 2013 года. Тогда фильм так и не вышел, сценарий несколько раз переписывали и несколько раз меняли режиссёров.
В октябре 2014 года Торнтон подтвердил, что работа над фильмом идёт. 29 октября 2015 года было объявлено, что съёмки начнутся в Монреале в январе 2016 года и фильм будет готов к Рождеству 2016 года. 3 ноября 2015 стало известно, что фильм будет снимать Марк Уотерс, автор «Дрянных девчонок», также стало известно, что в фильм вернутся Бретт Келли и Тони Кокс. 19 ноября стало известно, что в фильме появится Кэти Бэйтс в роли матери Вилли. Вообще первоначально планировалось, что в фильме появится отец Вилли, однако позже создатели решили, что плохая мать это должно быть более смешно, чем плохой отец.
Первый рекламный трейлер фильма был выпущен 9 августа 2016 года. Фильм вышел на киноэкраны 23 декабря 2016 года. Фильм не окупился в прокате, заработав $24 млн по всему миру при бюджете в $26 млн. Первая часть фильма в своё время собрала $76,5 млн.

## Рецензии
«Плохой Санта 2» получил в основном негативные отзывы от критиков. На сайте Rotten Tomatoes рейтинг свежести фильма 23 % на основе 122 рецензий, со средней оценкой 4.1/10. На сайте Metacritic у фильма 38 баллов из 100 на основе мнения 36 критиков.
Алекс Уэлч из IGN поставил фильму 5/10, отметив при этом, что многие сиквелы просто вообще не нужно снимать. Кайл Смит из New York Post описал фильм, как «вульгарный, неприятный и обидный», заметив, что после него может появиться желание помыть уши с мылом. Бен Кенигсберг из The New York Times также негативно отозвался о фильме, хотя и похвалил игру Кэти Бэйтс.